# Lepidium brachyotum
Lepidium brachyotum är en korsblommig växtart som först beskrevs av Grigorij Silych Karelin och Ivan Petrovich Kirilov, och fick sitt nu gällande namn av Al-shehbaz. Lepidium brachyotum ingår i släktet krassingar, och familjen korsblommiga växter. Inga underarter finns listade i Catalogue of Life.